# Little Hulton
Little Hulton – wieś w Anglii, w hrabstwie ceremonialnym Wielki Manchester, w dystrykcie metropolitalnym Salford. Leży 15 km na północny zachód od centrum Manchesteru. W 2001 miejscowość liczyła 10 216 mieszkańców.